# Can Casas (el Bruc)
Can Casas, o cellers Muller, és una casa senyorial situada al bell mig del poble del Bruc (Anoia), catalogada com a bé cultural d'interès local.

## Història
Entre 1821 i 1823, Josep Casas i Llobeteres, comerciant de Barcelona, comprà diverses finques al terme del Bruc per a dedicar-les al cultiu de la vinya. A la seva mort sense descendència el 1826, el seu patrimoni passà a mans del nebot Joan Casas i Soler, i en morir aquest, el succeí el seu primogènit Joan Casas i Sagristà. Aquest darrer passava algunes temporades de repòs amb la seva família en una casa antigament ocupada per un hostal i parada de diligències.
El seu fill Josep Casas i Chocomeli, enginyer industrial i químic especialitzat en l'elaboració de vins, es va casar amb Maria Lluïsa de Müller, una important família tarragonina relacionada amb l'explotació vinícola. El 1888 va tenir la iniciativa de construir un nou edifici de tres plantes al límit sud del jardí perquè s'hi instal·lessin les monges dominiques, que havien arribat al Bruc el 1881 i ocupaven unes dependències de la casa familiar. El projecte fou encarregat a l'arquitecte d'Esparreguera Cristòfor Cascante i Colom, col·laborador d'Antoni Gaudí. L'arquitecte va morir prematurament i restà inacabada la façana posterior que connecta amb la casa vella. La nova construcció va ser utilitzada per a una doble funció: la planta baixa per al celler i destil·leria i la planta principal com a habitatge sumptuari.
Les monges convertiren una part del nou edifici en el convent de l'Anunciata i una altra en col·legi de nenes de primer ensenyament. El manteniment del convent i de les funcions escolars que s'hi duien a terme varen anar a càrrec de la família Casas, la qual cosa representà una significativa tasca sociocultural per al poble, ja que hi assistien al voltant d'una cinquantena d'alumnes. Les monges hi romangueren fins poc després de l'esclat de la Guerra Civil Espanyola, el 8 d'agost de 1936. El vestíbul de l'entrada era utilitzat per la família com a capella privada i molts dels seus components s'hi van casar. Josep Maria Casas i de Muller, un dels fills del matrimoni, continuà el negoci vinícola i va habitar la casa durant més de seixanta anys i la mantingué en bones condicions.
La declaració existent de paratge pintoresc de l'entorn de la muntanya de Montserrat (Parc Natural de Montserrat) i la dedicació de l'arquitecte Antoni González com a membre de la Comissió del Patrimoni Històric i Artístic de Barcelona, el salvà, ja que l'any 1979, en ser escollit al Bruc un ajuntament democràtic, es va trobar un avantprojecte d'urbanització dels terrenys que en comportava l'enderrocament o la conversió en hotel, voltat tot d'una mena de muralla que l'hauria separat del nucli urbà. Des de 1984, l'edifici és propietat de l'Ajuntament del Bruc i alberga les dependències municipals (1990), la biblioteca popular Verge de Montserrat, sala d'actes, equipaments culturals, etc. Entre els anys 1988 i 1992, el Servei de Patrimoni Arquitectònic Local de la Diputació de Barcelona hi feu una important rehabilitació en sis fases.

## Descripció
Es tracta d'un edifici de planta rectangular amb l'eix longitudinal a la carretera i adossat a aquesta, amb uns cossos als extrems més destacats en alçada, tal com sovint apareix en altres obres seves. La primera crugia que forma l'edifici (al costat de la carretera) és d'una sola planta, coberta amb terrat accessible a sota del qual hi havia els antics cups. La segona crugia, de planta baixa, pis i golfes, conté l'altra part del celler i l'habitatge principal. La tercera crugia correspon al cos d'escala i a estances de l'habitatge, que no fou construït en la seva totalitat i respon a una ampliació duta a terme cap al 1920.
Els materials són la maçoneria arrebossada als murs i el totxo en les obertures, pilastres, mènsules, baranes, etc., a més de la ceràmica vidriada en sobrellindes, capcers, cornises i decoració interior. L'arquitecte dissenyà també les portes, la xemeneia i alguns mobles, com ara l'aparador, el trinxant i les cadires, sempre en fusta de noguera. La seva decoració és clàssica, amb columnetes, branques d'heura i cresteries. En aquests mobles utilitzà per primer cop, com a element decoratiu, les ales de rata-pinyada que tan profusament fan servir els modernistes. A la part central del coronament del trinxant i de l'aparador hi apareix una fulla d'heura encastada en la lletra C, signatura de l'autor. Des del punt de vista de la construcció hi destaquen l'estructura de la coberta de les golfes —un enginyós treball quasi artesanal— i la de cobriment del celler —amb un peculiar sistema de jàsseres de fusta i tirants metàl·lics.